# Боборыкин, Иван Павлович
Иван Павлович Боборыкин (1923—1991) — советский военный деятель. Участник Великой Отечественной войны. Герой Советского Союза (1944). Генерал-майор (1976).

## Биография
Родился 20 октября 1923 года в деревне Чихалы Ветлужского уезда Нижегородской губернии РСФСР (ныне Пыщугский район Костромской области Российской Федерации) в крестьянской семье. Русский. Окончил семь классов сельской школы. Во второй половине тридцатых годов переехал с родителями к своей старшей сестре в поселок Ворсма Горьковской области, где окончил школу фабрично-заводского обучения и некоторое время работал лекальщиком на медико-инструментальном заводе имени В. И. Ленина. Затем проживал в поселке Ветлужский где до призыва на военную службу работал токарем в Ветлужском леспромхозе.
В ряды Рабоче-крестьянской Красной Армии призван Шарьинским райвоенкоматом Горьковской области 6 марта 1942 года и направлен в Дзержинск, где была сформирована 91-я отдельная танковая бригада. На её базе Иван Павлович освоил специальность механика-водителя. В боях с немецко-фашистскими захватчиками с июня 1942 года в составе 23-го танкового корпуса 28-й армии Юго-Западного фронта. В одном из первых боев в ходе Воронежско-Ворошиловградской операции был контужен. После госпиталя вернулся в свою часть, которая находилась в составе 3-й гвардейской танковой армии Резерва Ставки Верховного Главнокомандования. Иван Павлович окончил полковую школу младших командиров, получил звание сержанта. В июле 1943 года 3-я гвардейская танковая армия вошла в состав Брянского фронта (с 21 июля в составе Центрального фронта). В качестве механика-водителя принимал участие в Курской битве (операция «Кутузов»).
В ходе Битвы за Днепр в составе Воронежского фронта (с 20 октября 1943 года — 1-го Украинского фронта) участвовал в сражениях на Букринском плацдарме. В конце октября 1943 года 91-я отдельная танковая бригада в числе других танковых и артиллерийских подразделений была скрытно переброшена на Лютежский плацдарм, что во многом предопределило успех Киевской операции. 91-й отдельной танковой бригаде во взаимодействии с частями 6-го гвардейского танкового корпуса предстояло с хода захватить стратегически важный пункт немецкой обороны — город Фастов.
На рассвете 6 ноября 1943 года авангард 91-й танковой бригады в количестве трех танков Т-34 с мотострелками из батальона майора Х. Мустафаева на броне выдвинулся в направлении Фастова. Группой командовал лейтенант Д. Я. Старостин. Его машина, механиком-водителем которой был сержант И. П. Боборыкин, шла головной. Группа с ходу ворвалась в деревню Заборье, уничтожив немецкий обоз с боеприпасами, после чего атаковала село Плесецкое, где застала врасплох и, действуя огнём и гусеницами, уничтожила артиллерийскую часть противника. К вечеру 91-я отдельная танковая бригада, преодолев свыше 70 километров, вышла к Фастову. Танк Старостина первым ворвался на железнодорожную станцию, где находилось несколько вражеских эшелонов. Немцы пытались вывести эшелоны со станции, но он направил танк на железнодорожные пути, блокировав противнику дорогу. После этого экипаж танка отразил атаку четырёх танков противника и удержал станцию до подхода главных сил бригады. К утру 7 ноября 1943 года Фастов был полностью освобожден.
Всего танкистами 91-й отдельной танковой бригады было захвачено в Фастове 62 паровоза, 22 эшелона с различным военным имуществом, около 90 вагонов марганцевой руды, до 3 тысяч тонн горючего, свыше 150 тысяч тонн хлеба и другие ценные материалы, оборудование и техника. Стремясь вернуть утраченные позиции 9 ноября немцы перешли в контратаку силами четырёх танковых дивизий, в том числе танковой дивизии СС «Рейх», и большого количества мотопехоты. Противнику удалось захватить Пивни, Фастовец и Клеховку, но у Фастова части 3-й гвардейской танковой армии остановили прорыв немцев к Киеву. Только за два дня боев на участке 345-го танкового батальона 91-й отдельной танковой бригады было уничтожено до 45 пяти вражеских танков. Отразив контрнаступление противника, войска 1-го Украинского фронта продолжили освобождение Правобережной Украины.
Указом Президиума Верховного Совета СССР «О присвоении звания Героя Советского Союза генералам, офицерскому, сержантскому и рядовому составу Красной Армии» от 10 января 1944 года за «образцовое выполнение боевых заданий командования на фронте борьбы с немецко-фашистскими захватчиками и проявленные при этом отвагу и геройство» удостоен звания Героя Советского Союза с вручением ордена Ленина и медали «Золотая Звезда».
Вскоре после награждения его направили в Саратовское танковое училище, которое он окончил в 1945 году.
После войны служил в различных танковых частях Советской армии. Был командиром танкового взвода и роты. После окончания в 1956 году Военной академии бронетанковых войск, командовал танковым батальоном, затем танковым полком. В 1970 году окончил Военную академию Генерального штаба СССР, после чего служил начальником разведки армии, начальником отдела и управления в штабе Объединённых вооружённых сил государств — участников Варшавского договора и старшим офицером штаба Гражданской обороны СССР.
Перед выходом в отставку генерал-майор (с 1976 года) Боборыкин заведовал кафедрой в Военной академии имени М. В. Фрунзе.
После выхода в отставку проживал в Москве, возглавлял Совет ветеранов 3-й гвардейской танковой армии. Умер Иван Павлович 27 октября 1991 года. Похоронен на Кунцевском кладбище Москвы.

## Награды и звания
- Медаль «Золотая Звезда» (10.01.1944).
- Орден Ленина (10.01.1944).
- Орден Красной Звезды (19.11.1943).
- Орден Отечественной войны I степени (1985).
- Орден «За службу Родине в Вооружённых Силах СССР» III степени.
- Медали.
- Почётный гражданин города Ворсма Нижегородской области.

## Память
- Мемориальная доска в честь Героя Советского Союза И. П. Боборыкина установлена в городе Павлово Нижегородской области.

## Документы
- Общедоступный электронный банк документов «Подвиг Народа в Великой Отечественной войне 1941—1945 гг.» Архивировано 13 марта 2012 года. № в базе данных 150003496. Архивировано 16 мая 2013 года., 19985545. Архивировано 16 мая 2013 года., 27987555. Архивировано 16 мая 2013 года., 21558619. Архивировано 16 мая 2013 года.